# Zvonimir Boban
Zvonimir Boban [ˈzʋɔnimir ˈbɔban] (* 8. Oktober 1968 in Imotski, SFR Jugoslawien) ist ein ehemaliger jugoslawischer und kroatischer Fußballspieler. Seine größten Erfolge feierte der Spielmacher in den 1990er Jahren mit der AC Mailand und wurde 1998 mit Kroatien WM-Dritter. Nach seiner aktiven Karriere war Boban von 2016 bis 2019 stellvertretender FIFA-Generalsekretär und anschließend bis März 2020 als Chief Football Officer für die AC Mailand tätig.

## Vereinskarriere
Zvonimir Boban ist der Sohn kroatischer Eltern und stammt aus Imotski, einer Kleinstadt im Süden Dalmatiens (Teilrepublik Kroatien). Mit zwölf Jahren wurde er in die Nachwuchsmannschaft von Hajduk Split aufgenommen, wechselte jedoch bereits im Folgejahr zu Dinamo Zagreb, einem der erfolgreichsten Vereine des Landes. Boban galt als großes Talent und debütierte am 12. Dezember 1985 in der jugoslawischen Profiliga gegen FK Radnički Niš. In der folgenden Saison 1986/87 wurde Boban Stammspieler im offensiven Mittelfeld und der Spielmacher zeigte schon als Teenager Führungsqualitäten, weshalb Trainer Miroslav Blažević den 19-Jährigen zum Mannschaftskapitän ernannte. Für die Spielzeit  1988/89 musste Boban seine Karriere unterbrechen, um den obligatorischen Wehrdienst in der Jugoslawischen Volksarmee abzuleisten. Während seiner Zeit mit Dinamo Zagreb konnte Boban keinen Titel gewinnen und wurde zweimal in Folge Vizemeister (1989/90, 1990/91). Vor Beginn des Heimspiels gegen FK Roter Stern Belgrad am 13. Mai 1990, kam es auf den Tribünen des Maksimir-Stadions und auf dem Spielfeld zu gewalttätigen Ausschreitungen zwischen den jeweiligen Ultra-Gruppierungen und der Polizei. Auch Boban beteiligte sich an der Auseinandersetzung, indem er einen Polizisten trat, der zuvor einen Dinamo-Fan niedergeschlagen hatte. Diese Aktion brachte ihm die Sympathien vieler kroatischer Nationalisten ein, die immer offener die Loslösung vom serbisch dominierten Jugoslawien anstrebten. Bobans Tritt wurde zum Sinnbild für den Aufstand gegen die Belgrader Zentralregierung und sichtbares Zeichen für die Unabhängigkeit Kroatiens. Der jugoslawische Fußballverband indes verhängte eine sechsmonatige Sperre, wodurch Boban die Teilnahme an der Weltmeisterschaft 1990 verpasste.

„Ich würde es wieder tun. Ich war einer von vielen Tausend, die das gleiche dachten. Wir lebten in der Hölle und sehnten uns nach Freiheit.“

Nach Ausbruch des Kroatienkrieges und dem politischen Zerfall Jugoslawiens verließ Boban 1991 sein Heimatland und wechselte für zehn Milliarden Lire (umgerechnet 5,2 Millionen Euro) zur AC Mailand. Die Rossoneri wurden von Silvio Berlusconi geführt und zählten zu den besten Vereinsmannschaften der Welt. Um sich an die Serie A anzupassen und Spielpraxis zu sammeln, verlieh man Boban gleich nach seinem Transfer an die AS Bari. Am 17. November 1991 gab er bei der 1:2-Niederlage gegen Lazio Rom sein Debüt. Die Biancorossi mussten am Saisonende in die zweitklassige Serie B absteigen und Boban kehrte zur AC Mailand zurück. In deren Kader standen zahlreiche Spitzenspieler (u. a. Franco Baresi, Paolo Maldini, Ruud Gullit, Demetrio Albertini, Marco van Basten, Dejan Savićević, Frank Rijkaard) und Trainer Fabio Capello setzte den Neuzugang in seinen ersten beiden Spielzeiten meist im linken Mittelfeld ein. Obwohl er häufig mit Verletzungsproblemen zu kämpfen hatte, die seinen Spielrhythmus störten und einem aufbrausenden Temperament (40 Gelbe, 3 Gelb-Rote und 4 Rote Karten), etablierte sich der Edeltechniker als einer der besten Spielmacher der Serie A. Mit Milan gewann er vier italienische Meisterschaften (1992/93, 1993/94, 1995/96, 1998/99), zweimal den italienischen Supercup (1993, 1994) sowie den Europäischen Supercup (1995). Höhepunkt war der überraschende 4:0-Sieg in der UEFA Champions League über den FC Barcelona am 18. Mai 1994.
Boban beendete im Oktober 2001 bei Celta Vigo in Spanien seine Karriere. Am 7. Oktober 2002 fand sein Abschiedsspiel im Zagreber Maksimir-Stadion statt.

## Nationalmannschaft
Zvonimir Boban bildete zusammen mit Davor Šuker, Robert Prosinečki und Robert Jarni die goldene Generation der kroatischen Nationalmannschaft. Er absolvierte 51 Spiele und schoss dort 12 Tore. Er erreichte mit Kroatien bei der Fußball-Europameisterschaft 1996 in England als Kapitän das Viertelfinale und wurde bei der Fußball-Weltmeisterschaft 1998 in Frankreich Dritter.
Zuvor hatte Boban bereits sieben A-Länderspiele für Jugoslawien bestritten. 1987 trug er durch drei Tore in sechs Spielen der jugoslawischen Mannschaft dazu bei, die in Chile stattfindende U-20-Weltmeisterschaft zu gewinnen. Im Finale verwandelte er den entscheidenden Elfmeter gegen Deutschland.

## Funktionär
Nach dem Ende seiner Karriere erwarb Boban den Dr. phil. in Geschichte an der Universität Zagreb mit seiner Doktorarbeit Christentum im Römischen Reich. Er begann auch eine Karriere im Sportjournalismus als leitender Chefredakteur für die kroatische Sportzeitung Sportske novosti und ist heute als Fußballkommentator bei RTL Televizija und dem italienischen Bezahlfernsehsender Sky Italia sowie als Feuilletonist der Gazzetta dello Sport tätig.
2003 wurde Boban zum UEFA-Botschafter ernannt. Von 2016 bis 2019 war er darüber hinaus der stellvertretende Generalsekretär der FIFA.
In der Folge bekleidete der Kroate ab Juni 2019 das Amt des Chief Football Officers bei der AC Mailand, aus dem er vor Ablauf seiner Vertragslaufzeit Anfang März 2020 entlassen wurde.

## Erfolge
AC Mailand 
- Italienische Meisterschaft: 1993, 1994, 1996, 1999
- Italienischer Superpokal: 1993, 1994
- UEFA Champions League: 1994
- UEFA Super Cup: 1994

Nationalmannschaft
- U-20-Fußball-Weltmeisterschaft: 1987
- Weltmeisterschaft: Dritter 1998

Persönlich
- Kroatiens Fußballer des Jahres: 1991, 1999